# 瓶花譜
《瓶花譜》，明代張謙德撰，是一本插花專著。
《瓶花譜》首品瓶，次品花，又及折枝插貯之事，全书分品瓶、品花、折枝、插贮、滋养、事宜、花忌、护瓶八节。書成於明萬曆二十三年（1595年），全書約1900字，較《遵生八箋·高子瓶花三說》稍晚。袁宏道的《瓶史》深受其影響。